# Villeau
Villeau – miejscowość i dawna gmina we Francji, w Regionie Centralnym, w departamencie Eure-et-Loir. W 2013 roku liczba ludności na terenie obecnej gminy wynosiła 371 mieszkańców.
Dnia 1 stycznia 2019 roku ówczesna gmina Villeau została włączona do gminy Éole-en-Beauce. Siedzibą gminy została miejscowość Viabon.